# Tió de Nadal
Tió de Nadal [tiˈo ðə nəˈðal], także Cagatió [ˌkaɣətiˈo]  – pieniek bożonarodzeniowy, postać z katalońskich podań ludowych, związana z tradycją bożonarodzeniową rozpowszechnioną w Katalonii.

## Podstawowe informacje

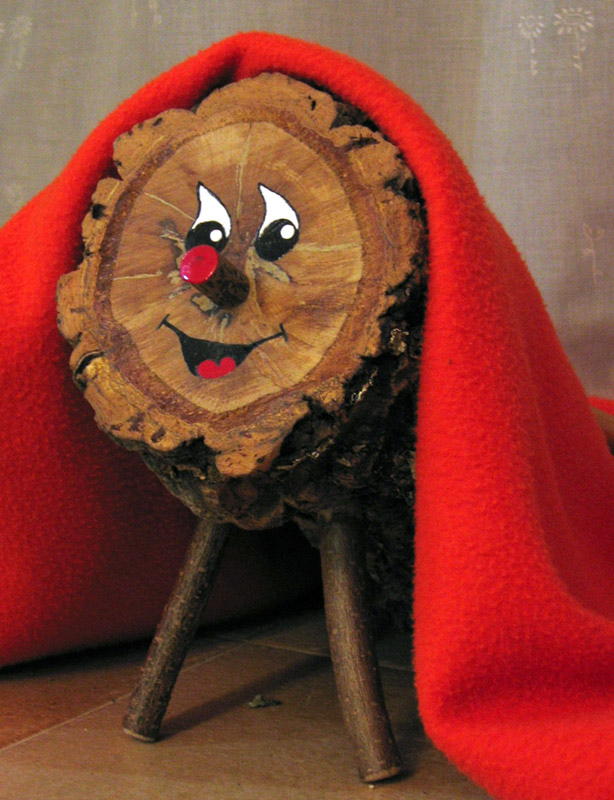
Pieniek Tió de Nadal

Zgodnie z tradycją, pieniek jest ustawiany 8 grudnia, często przykrywa się go kocem, żeby nie było mu zimno. Co wieczór pieniek jest karmiony m.in. słodyczami, owocami czy chlebem. Zgodnie ze zwyczajem, w Wigilię lub w dzień Bożego Narodzenia, pieniek „defekuje” prezentami.
Tradycyjnie, pieniek był tego dnia wkładany częściowo do pieca, by zachęcić go do defekacji. Innym zwyczajem jest bicie pieńka patykiem i śpiewanie różnych piosenek związanych z tradycją Tió de Nadal. 
Pieniek nazywa się Caga tió („srający pieniek”, „pieniek robiący kupę”). Nazwa pochodzi od tradycyjnych piosenek, zaczynających się od zwrotu: „Pieńku, zrób kupę!”.

## PiosenkaCaga tió

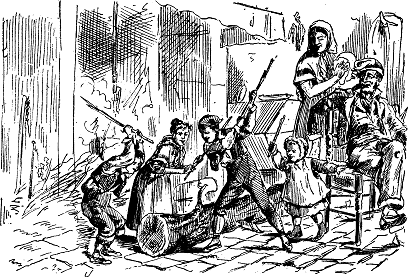
Dzieci bijące Tió de Nadal

Piosenka jest śpiewana w trakcie obchodów Tió de Nadal. Równocześnie, pieniek jest bity patykami, najpierw łagodniej a mocniej na słowa Caga tió!. Następnie ktoś sięga pod koc i wyjmuje jeden z prezentów. W Katalonii istnieje wiele różnych piosenek związanych z tym zwyczajem, występujących w różnych wersjach. Podany poniżej wariant należy do najbardziej rozpowszechnionych wersji:
| kataloński Caga tió, avellanes i torró, no caguis arengades que són massa salades, caga torrons que són més bons. Caga tió, ametlles i torró, i, si no vols cagar, et donaré un cop de bastó! Caga tió! | polski Sraj, pieńku, orzechy włoskie i nugaty, nie sraj śledziami, są zbyt słone, sraj nugatami te lepiej smakują. Sraj, pieńku, migdały i nugaty, a jak się nie zesrasz To dostaniesz ode mnie kijem! Sraj, pieńku! |